# Jakwob
Джеймс Эдвард Джейкоб (англ. James Edward Jacob; род. 28 марта 1989, Херефорд), наиболее известный под своим сценическим псевдонимом Jakwob — британский музыкальный продюсер и диджей.

## Биография
Джеймс начал сочинять музыку в 10 лет. В подростковом возрасте, будучи мультиинструменталистом, он играл в разных группах — начиная от джазовых бэндов, заканчивая дэт-метал-группами и фольклорными ансамблями. Его стиль содержит элементы разных жанров, но чаще это всё-таки дабстеп. Все его композиции и ремиксы содержат элементы электро, дабстепа, классической игры на пианино, оркестровой музыки, индийского фьюжна, а также брэйкбита. Все эти элементы используются и во время сэтов Jakwob’а, которые обычно сопровождаются дабом, хип-хопом, драм-н-бейсом и прочими жанрами.

## 2009 — наши дни. Общественный успех
В 2009 году прославился благодаря обсуждениям его бутлега на песню Элли Гульдинг «Starry Eyed». В ноябре 2009-го, Джеймс получил свою первую трансляцию на национальном радио, где в эфире BBC Radio 1 Зейн Лоу назвал его ремикс на песню Элли Гульдинг «Under the Sheets» «самой крутой записью в мире». Jakwob выпустил свой дебютный сингл «Here With Me» на собственном лейбле, Boom Ting Recordings, 13 сентября 2010 года.

## Дискография

### Синглы
| 2010                                                              | «Here With Me»                        | —   | —  | —  | —  | неальбомные синглы |
| 2011                                                              | «Right Beside You» (featuring Smiler) | —   | —  | —  | 18 | неальбомные синглы |
| 2012                                                              | «Electrify» (featuring Jetta)         | 130 | 27 | —  | —  | неальбомные синглы |
| 2012                                                              | «Blinding» (featuring Rocky Nti)      | —   | —  | 26 | —  | неальбомные синглы |
| 2013                                                              | «Fade» (featuring Maiday)             | 35  | 6  | 5  | 66 | неальбомные синглы |
| «—» означает, что сингл не появлялся в чартах или не был выпущен. |                                       |     |    |    |    |                    |

### Ремиксы
- Ellie Goulding — Starry Eyed
- Ellie Goulding — Under The Sheets
- Killa Kella — Everyday
- Dan Le Sac vs Scroobius Pip — Get Better
- The Temper Trap — Fader
- Fabio Lendrum — Trouble
- Mr Fogg — Moving Parts
- Audio Bullys — Only Man
- Matisyahu — One Day Ft Akon
- Penguin Prison — Animal
- Alan Pownall — A life Worth Living
- Lily Allen — The Fear
- Yeah Yeah Yeahs — Heads Will Roll/Wobble
- I Blame Coco — Self Machine
- Robyn — Dancing On My Own
- Katie Melua — The Flood
- Kid Sister — Daydreaming
- M.I.A — Pull Up The People
- Get Cape. Wear Cape. Fly — Collapsing Cities
- Frankmusik — Confusion Girl
- William Orbit — Nimrod
- Jessie J — Do It Like A Dude
- Escape the Fate — Issues
- Lana Del Rey — Video Games
- Jakwob — Electrify VIP
- Chiddy Bang — Ray Charles
- Smiler — Top of the World Ft Professor Green
- Usher — Numb

### Би-сайды
- Jakwob — Rolla
- Jakwob — Wild Pitch
- Jakwob — Back and 4th
- Jakwob — Scare The Snare Ft Roxxan